# Palau de Racconigi
El Palau de Racconigi és un palau situat al municipi de Racconigi a la regió italiana del Piemont. Fou una de les històriques residències de la casa reial de Sardenya i posteriorment de la casa reial d'Itàlia sota la dinastia dels Savoia. Està inscrit a la llista del Patrimoni de la Humanitat de la UNESCO des del 1997.
Les primeres mencions escrites del castell es remunten a l'any 1000 quan Bernardino de Susa reconstruí una antiga casa de camp deixant-la en herència als monjos cistercencs. Al segle xiii, la possessió passà als marcgravins de Saluzzo i no és fins al segle xvi que fou adquirida per la Casa de Savoia.
El duc Carles Manuel I de Savoia cedí la propietat al primer membre de la branca dels Carignano, el príncep Tomàs de Savoia-Carignano, fundador de la línia dels Savoia-Carignano. El príncep Manel Filibert de Savoia-Carignano va encarregar a l'arquitecte Guarino Guarini la transformació de la vella fortalesa de Racconigi en una residència barroca de caràcter palatí.
A final del segle xviii, el príncep Lluís Víctor de Savoia-Carignano renovà els interiors i hi afegí un seguit d'elements decoratius de caràcter neoclàssic. També encarregà la construcció d'una nova entrada presidida per quatre columnes corínties i un frontó triangular.
El primer dels Carignano que accedí al tron de Sardenya, el rei Carles Albert I de Sardenya embellí i amplià el castell, segons plans de l'arquitecte Ernesto Melano. El castell esdevingué una de les residències preferides dels membres de la casa reial italiana, especialment del rei Víctor Manuel III d'Itàlia que la regalà al seu fill, el rei Humbert II d'Itàlia.
Entre d'altres esdeveniment, a Raccogini s'hi casà la princesa Mafalda d'Itàlia i el príncep Felip de Hessen-Kassel l'any 1924.
L'any 1997 fou declarat patrimoni de la humanitat per la UNESCO juntament amb un ampli conjunt de residències pertanyents a la casa de Savoia pel seu valor artístic i històric.